# TeamSpeak
TeamSpeak je program, který umožňuje hlasovou komunikaci více lidí přes internet v reálném čase. Pro svou nenáročnost na systém je vhodný pro komunikaci při hraní multiplayerových her, využítí má i jinde, například pro soukromé hovory.

## Vlastnosti
TeamSpeak se skládá z klientské části (program na uživatelově počítači) a části serverové. Server se chová jako hostitel pro ostatní klienty dané skupiny, kterých se může připojit až tisíc. Serverem může být i samotný uživatel připojený k internetu (s veřejnou IP adresou), není tedy nutný mít tedy speciální server přímo pro TeamSpeak.
Oproti klasickým VoIP programům si zde uživatel nastavuje zapnutí mikrofonu prahem citlivosti mikrofonu nebo klávesovou zkratkou. Pokud tedy nemluví, mikrofon je vypnut. Hlas je komprimován.
TeamSpeak klient i server jsou multiplatformní (verze pro Microsoft Windows, Linux i Macintosh).